# Rivière Maskinongé (vattendrag i Kanada, lat 46,16, long -73,02)
Rivière Maskinongé är ett vattendrag i Kanada.   Det ligger i provinsen Québec, i den sydöstra delen av landet, 220 km öster om huvudstaden Ottawa.
Trakten runt Rivière Maskinongé är nära nog obefolkad, med mindre än två invånare per kvadratkilometer.